# Marienmünster
Marienmünster è una città di 4 900 abitanti della Renania Settentrionale-Vestfalia, in Germania.
Appartiene al distretto governativo (Regierungsbezirk) di Detmold ed al circondario (Kreis) di Höxter (targa HX).